# Erik Eriksen Banner
Erik Eriksen Banner (ca. 1484-1554) var en dansk adelsmand og lensmand på Kalø Slot.
Hans far var Erik Andersen Banner til Asdal, Kokkedal og Højris og moren var Karen Gøye. Han var far til Frants Banner.

## Liv og levned
Ud over det gods, han arvede fra sin far, fik Erik Eriksen Banner ved sit ægteskab med Mette Rosenkrantz (eft. 1485, død 1533) også Ryegård på Sjælland. I 1514 fik han også Kalø Slot som len. Her holdt han fra 1518-19 Gustav Vasa som fange, men denne undslap til Lübeck, som nægtede at udlevere ham. Det kom til at koste Erik Eriksen en bøde på 1600 gylden til kongen. 
Ved bondeoprøret i 1522-23 holdt han i første omgang med kong Christian II, men sendte ham et opsigelsesbrev, da det blev klart, at kongen stod for fald.
I 1523 blev han optaget i rigsrådet, og under Frederik I blev han en af reformationens forkæmpere og hjalp kun modstræbende kirken med at indkræve tiende hos bønderne i Kalø len. Hans autoritet blandt bønderne var dog stor, ikke mindst fordi han i kongens sted i slutningen af 1520'erne havde stået for rettertingene i Jylland sammen med Mogens Gøye, Jens Hvas og Johan Friis.
Han var med til at vælge den lutherske hertug Christian til konge i 1534 og blev adelens hovedanfører i Jylland under Grevens Fejde. Efter at adelen tabte i slaget ved Svenstrup, organiserede han modstanden syd for Gudenåen og kunne afvente, at Johan Rantzau ankom med sin hær og afgjorde krigen. Formelt set var han sideordnet med Rantzau som befalingsmand, og han blev indsat som lensmand i Aalborg, efter at Skipper Clements bondehær var besejret.
Erik Eriksen Banner var således med til at bane vejen for reformationen 1536. I 1541 gjorde Christian III ham til rigsmarsk efter Tyge Krabbes død, og i 1542 var han anfører for de danske tropper, der blev sendt til hjælp for kong Gustav i Dackefejden.
Til sin død i 1554 var han en af kongens mest betroede medlemmer af rigsrådet, og han vedblev at være dommer ved rettertinget.